# Arachnothryx pauciflora
Arachnothryx pauciflora är en måreväxtart som beskrevs av Attila L. Borhidi. Arachnothryx pauciflora ingår i släktet Arachnothryx och familjen måreväxter. Inga underarter finns listade i Catalogue of Life.